# Monte Sacro Alto
Monte Sacro Alto, communément appelé Talenti, est un quartier de la ville de Rome, situé dans le Municipio III. Il est désigné dans la nomenclature administrative par Q.XXVIII.
Il forme également une « zone urbanistique » désigné par le code 4.c.

## Géographie
Le quartier s'étend sur 2,26 km2 dans le nord-est de Rome, dans le prolongement de Monte Sacro qui le borde à l'ouest. Il est en outre limitrophe de la zone de Casal Boccone au nord et des quartiers Pietralata et Ponte Mammolo au sud.

## Toponymie
Comme son voisin Monte Sacro, il tire son nom du mont Sacré. Il est aussi appelé Talenti, du nom d'une famille propriétaire des terrains sur lesquels le quartier a été construit. 

## Historique
Né comme une extension naturelle de Monte Sacro, il présente un aspect rural jusqu'à la fin des années 1950 quand la propriété familiale des Talenti s'associe à l'ingénieur Giuseppe Tudini pour créer une entreprise qui obtient de la municipalité de Rome l'autorisation d'urbaniser la zone. Le quartier est officiellement créé en 1977.

## Démographie
En 2016, Monte Sacro Alto abrite 32 223 habitants.

## Lieux particuliers
- Via Nomentana
- Église San Ponziano
- Église San Mattia
- Église San Liborio
- Église San Giovanni Crisostomo
- Église Sant'Achille